# Vulture Culture
Vulture Culture är ett musikalbum av det progressiva rockbandet The Alan Parsons Project, utgivet 1985.

## Låtlista
Alla låtar skrivna av Eric Woolfson & Alan Parsons
Sida 1
1. "Let's Talk About Me" - 4:22
2. "Seperate Lives" - 4:42
3. "Days Are Numbers (The Traveller)" - 4:02
4. "Sooner or Later" - 4:26

Sida 2
1. "Vulture Culture" - 5:21
2. "Hawkeye" - 3:48
3. "Somebody Out There" - 4:56
4. "The Same Old Sun" - 5:24

## Medverkande
- Chris Rainbow, Lenny Zakatek, Colin Blunstone - sång
- David Paton - sång, bas
- Stuart Elliot - trummor
- Ian Bairnson - gitarr
- Eric Woolfson - sång, piano
- Richard Cottle - Synthar, saxofon
- Alan Parsons - programmering